# Calería
Calería es un pueblo perteneciente al municipio de San Andrés Tuxtla, en el estado de Veracruz, México. La localidad se encuentra a una mediana altura de 240 metros sobre el nivel del mar.
Colinda con otros pueblos de este mismo municipio como  Comoapan, Matacapan y Sihuapan, aunque con este último no hay límite, solo el nombre divide a estos dos pueblos que juntos tienen una población aproximada de 15.000 habitantes. Se encuentra a 3 km de la cabecera municipal (San Andrés Tuxtla), y 7 km del Salto de Eyipantla.